# Erster Kongokrieg
Der Erste Kongokrieg (kongolesische Bezeichnung: guerre de libération, „Befreiungskrieg“) war ein vom Herbst 1996 bis Mai 1997 auf dem Territorium der Demokratischen Republik Kongo (damals Zaire) ausgetragener Bürgerkrieg. Dabei wurde der Diktator Mobutu Sese Seko von der von mehreren Ländern unterstützten Rebellenkoalition der AFDL gestürzt.

Der erste Kongokrieg markiert den Beginn einer mit Unterbrechungen bis heute andauernden Serie von Kriegen in Zentralafrika.

## Vorgeschichte

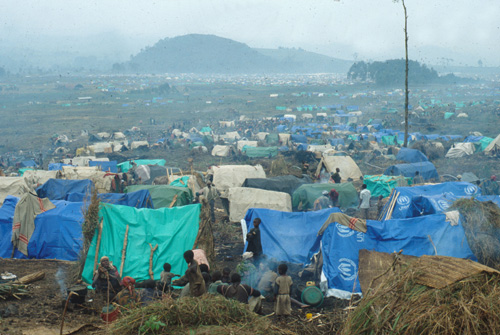
Hutu-Flüchtlingslager im Osten Zaires

Hauptauslöser des Krieges waren die nach dem Völkermord von Ruanda ab 1994 entstandenen Flüchtlingslager im Osten des damals noch Zaire genannten Landes. Nach der Eroberung Ruandas durch die Tutsi-geführte Ruandische Patriotische Front (RPF) waren nach einer Zählung des UNHCR bis August 1994 1,25 Mio. Hutu in die Kivu-Provinzen des Zaire, die damals 6,3 Mio. Einwohner hatten, geflohen. Unter den Flüchtlingen sollen sich 40.000–100.000 der für den Völkermord verantwortlichen Génocidaires befunden haben.
 Weil sich die Täter des Völkermord vor allem aus Angehörigen der beiden Hutu-Kampforganisationen Interahamwe und Impuzamugambi sowie der damaligen ruandischen Armee, der Forces armées rwandaises (FAR) zusammensetzen, wurden diese Milizen fortan mit Ex-FAR/Interahamwe bezeichnet.
Die militärisch noch immer hochgerüsteten Ex-FAR/Interahamwe begann schon bald nach ihrer Flucht Angriffe auf Ruanda, um die zwischenzeitlich gebildete neue Regierung wieder zu stürzen. Gleichzeitig verbündeten sich die Flüchtlinge mit den in Zaire lebenden Hutu und es kam zu Übergriffen auf die ebenfalls dort lebenden Tutsi, mit dem Fernziel eines Tutsi-freien „Hutu-Landes“. Diese Entwicklung trieb bis 1996 mehr als 500.000 zairischer Tutsi und Bahunde in Flüchtlingslager oder nach Ruanda.

Die Macht der zairischen Zentralregierung in Kinshasa war im Osten des Landes bereits so geschwächt, dass ein Kampf gegen die kampferfahrenen und gut ausgerüsteten Hutu aussichtslos gewesen wäre und jeder Versuch der Regierung, die Flüchtlinge zu repatriieren, von vorneherein zum Scheitern verurteilt war. Auch der UNHCR lehnte eine Zwangsrückführung der Flüchtlinge ab.
Diese Situation führte vor allem im Südkivu zur Bildung von lokalen Tutsi-Milizen, die zunächst dem Selbstschutz dienten. Die Rebellen wurden von Ruanda logistisch unterstützt, weil Ruanda diese Rebellen als Verbündete ansah. Es kam auch zu direkten, wenn auch geringfügigen militärischen Operationen der neuen ruandischen Armee im Ostkongo. Gleichzeitig begann seitens der zairischen Behörden eine Kampagne gegen die „Ruander“.

## Kriegsverlauf

### Kriegsbeginn
Im Spätsommer 1996 begann die Situation im Südkivu zu eskalieren. Ab August rückten ruandische Truppen in das Siedlungsgebiet der Banjamulenge ein und verbündeten sich mit lokalen Milizen. Diese begannen mit der Eroberung von Gebieten auch außerhalb ihres Heimatgebiets, am 4. Oktober eroberten sie Lemera.
Am 7. Oktober 1996 forderte der Vizegouverneur der Provinz Südkivu alle Tutsi und Banyamulenge, also sowohl Einheimische als auch Einwanderer aus Ruanda, auf, Zaire innerhalb von einer Woche zu verlassen. Daraufhin begannen sowohl Ruanda als auch die Rebellen, ihre Aktivitäten zu verstärken.
Am 18. Oktober unterschrieben Vertreter mehrerer kongolesischer Rebellengruppen in Kigali mit Unterstützung aus Uganda und Ruanda das „Abkommen von Lemera“ und gründeten damit die Alliance des Forces Démocratiques pour la Libération du Congo (AFDL).
Kurz darauf begann die AFDL mit Angriffen auf Hutu-Flüchtlingslager, am 25. Oktober 1996 wurde mit Uvira der erste größere Ort erobert. Bereits Anfang November waren die Provinzhauptstädte Goma und Bukavu unter Kontrolle der Rebellen, deren Eroberung war aber hauptsächlich durch die Armeen Ugandas und Ruandas erfolgt. Beide Städte waren weitgehend kampflos an die Rebellen gefallen, die unterlegenen und schlecht bezahlten Regierungstruppen waren nach kurzen Gefechten und Plünderung der Städte geflohen.
Nach der Eroberung des Grenzgebiets verkündete die AFDL einen Waffenstillstand, um in dieser Zeit die Rückführung der Hutu-Flüchtlinge zu ermöglichen. Am 15. November wurde das letzte große Flüchtlingslager Mugunga aus westlicher Richtung erobert, um die Flüchtlinge zurück nach Ruanda zu drängen. Bis Ende des Jahres kehrten nach UNHCR-Angaben ca. 700.000 Hutu nach Ruanda zurück, die restlichen 300.000 bis 400.000 Flüchtlinge, davon etwa ein Drittel Ex-FAR/Interahamwe, waren vor der AFDL aber auch quer durch den Wald nach Westen bis zum Kongo-Fluss geflohen.
Zu dieser Zeit hatte der Krieg bereits 9.000 Menschenleben, vor allem Zivilisten, gefordert.

### Vormarsch nach Westen
In der Zwischenzeit schlossen sich weitere lokale Milizen der AFDL an. Im Dezember 1996 war das gesamte Grenzgebiet zu Burundi, Ruanda und Uganda unter Kontrolle der AFDL. Die ruandischen Truppen erhielten Verstärkung in Form eines Bataillons Infanterie der eritreischen Armee. Bereits zu dieser Zeit stellten sich andere Rebellengruppen gegen die AFDL – der Hauptgrund, warum die Region auch nach Kriegsende nicht zur Ruhe kam. Die zairische Armee begann sich nach Kisangani zurückzuziehen, von wo aus ein Gegenschlag gegen die Rebellen geplant war.
In Kisangani wurde die zairische Armee von etwa 30 weißen Söldnern, zumeist Serben unterstützt. Frankreich hatte sie eiligst in Jugoslawien und Südafrika angeworben, um den Sturz Mobutus doch noch zu verhindern. Die zairische Armee in Kisangani wurde von dem Belgier Christian Tavernier kommandiert, auch Teile der Ex-FAR/Interahamwe kämpften an Mobutus Seite. Im Januar begann eine Gegenoffensive, bei der auch das wenige schwere Kriegsgerät der Armee zum Einsatz kam. Die Offensive scheiterte und die Armee räumte das Gebiet nordöstlich von Kisangani. Die weißen Söldner griffen fortan nicht mehr in den Kampf ein, sie wurden nicht mehr bezahlt und hatten zudem erkannt, dass der Krieg verloren war und sie ihr Leben umsonst riskierten.
Um den 13. März erreichte die AFDL Kisangani und nahm die Stadt innerhalb von zwei Tagen weitgehend kampflos ein. An dem Kampf sollen auch reguläre angolanische Truppen beteiligt gewesen sein. Von nun an schien der Krieg zugunsten der AFDL entschieden. Ausländer und die Eliten in Kinshasa bereiteten ihre Flucht vor.

### Ende des Krieges
Nach der Eroberung Kisanganis richteten die Rebellen ihre Aufmerksamkeit auf die wirtschaftlich bedeutenden Bergbaureviere Kasai und Katanga im Süden des Landes. Der Vormarsch der Rebellen beschleunigte sich nun enorm, der Widerstand der alten Regierung schien fast völlig zusammengebrochen, gleichzeitig wurden in dieser Region die Rebellen von Seiten der Bevölkerung freudig als Befreier begrüßt. Am 31. März wurde die Stadt Kamina in Katanga erobert, am 9. April bereits die Provinzhauptstadt Lubumbashi im äußersten Süden des Landes. Weiter nördlich wurde Ostkasais Hauptstadt Mbuji-Mayi am 5. April erobert, bereits am 12. April folgte Westkasais Hauptstadt Kananga.
Die großen militärischen Erfolge gegen Ende des Krieges hatte die AFDL nicht selbst errungen. Neben den wenigen ruandischen Truppen bestand die Rebellenallianz vor allem aus während des Vormarschs rekrutierten Milizen und Kindersoldaten, den Kadogos (swahili die Kleinen). Vor allem in der Endphase des Krieges, während und nach der Eroberung Kasais und Katangas, sollen in großem Umfang angolanische Regierungstruppen in die Kämpfe eingegriffen haben. Angola kämpfte dabei vor allem gegen die mit Mobutu verbündeten UNITA-Rebellen, die bisher den Kongo als Rückzugsgebiet benutzt hatten. Angeblich sollen auch afroamerikanische US-Soldaten direkt in die Kämpfe eingegriffen haben.
Von nun an zogen die Rebellen in Richtung Kinshasa: Am 30. April 1997 wurde Kikwit erobert, eine Woche später erreichten die Rebellen Kenge. Dort stießen sie auf unerwartet heftigen Widerstand der Forces Armées Zaïroises (FAZ) und vor allem der UNITA, und es kam zu einer der blutigsten Schlachten des ganzen Krieges mit mehr als 100 gefallenen Regierungssoldaten und über 20 getöteten Rebellen. Auch ca. 200 Zivilisten kamen ums Leben.

Der Weg nach Kinshasa war nun frei, auch wenn es auf dem Weg noch zu zahlreichen Gefechten mit UNITA und Mobutus Präsidialgarde, der Eliteeinheit der FAZ kam. Weiter nördlich, in der Provinz Équateur, wurde am 13. Mai 1997 auch noch die Provinzhauptstadt Mbandaka erobert.
In der Nacht vom 16. auf den 17. Mai drangen die ersten der 10.000 Rebellen, die am Angriff auf Kinshasa teilnahmen, in die Vororte Kinshasas ein. Am Tag zuvor flog Mobutu über Gbadolite ins Exil nach Marokko. General Mahele, der letzte zairische Armeechef, hatte zuvor seinen Truppen befohlen, keinen Widerstand zu leisten, sodass die Stadt letztlich kampflos fiel. Mahele wurde später wegen dieses Befehls von einem Regierungssoldaten erschossen. Am Morgen des 18. Mai wurde auf dem letzten Stützpunkt der FAZ eine weiße Fahne gehisst. In ganz Kinshasa wurden die Rebellen von der Bevölkerung mit Begeisterung empfangen.
Mit der Eroberung Kinshasas war der Krieg aber noch nicht beendet. Die letzte bedeutende Stadt im Westen, die Hafenstadt Matadi am Atlantik, wurde am 22. Mai erobert. Weiterhin fanden im Norden der Provinz Équateur, im Grenzgebiet zur Zentralafrikanischen Republik und zur Republik Kongo, Kämpfe statt. Teile von FAZ und FAR zogen sich hierhin, in die Hochburg Mobutus, zurück und leisteten den Rebellen weiterhin Widerstand. Diese Truppen griffen in den folgenden Monaten auf Seiten Denis Sassou Nguessos in den Bürgerkrieg in der Republik Kongo ein, in dessen Folge Nguesso dort wieder an die Macht kam.

## Kriegsopfer
Über die Zahl der Kriegstoten ist wenig bekannt. Weite Verbreitung fand die Zahlenangabe „200.000 Tote“, wobei es sich bei diesen zumeist um Hutu-Flüchtlinge handeln soll, die in ihren Lagern von AFDL und ruandischen Tutsi-Soldaten massakriert worden seien. Spätere Überprüfungen dieser Zahlen durch das UNHCR kamen aber zum Ergebnis, dass diese Angabe falsch war, denn die Zahl der Flüchtlinge war in dieser Zeit nur unerheblich zurückgegangen, trotz hoher Sterberaten in manchen Lagern. Bewiesen sind lediglich einige wenige, kleinere Massaker.

## Nach dem Krieg
Nach dem Einmarsch der Rebellen erklärte sich Laurent-Désiré Kabila per Dekret selbst zum Präsidenten der Demokratischen Republik Kongo und stellte am 22. Mai eine neue Regierung vor. Am 29. Mai ließ er sich in Kinshasas Stadion während einer öffentlichen Zeremonie feierlich vereidigen.
Die neue Regierung brachte dem Land keine Stabilität: Kabila hatte zwar nationale Einheit und Wiederaufbau versprochen, verbot aber bereits am 23. Mai alle Parteien und erließ ein Demonstrationsverbot. Die politische Opposition Zaires, die z. T. bereits Jahrzehnte auf den Sturz Mobutus hinarbeitete, wurde an der neu gebildeten Regierung nicht beteiligt, stattdessen erhielten Ruander und Ugander Posten in der Regierung, so wurde etwa der ehemalige ruandische Geheimdienstchef James Kabarebe, einer der Befehlshaber der ruandischen Truppen innerhalb der AFDL, neuer Generalstabschef des Landes.
In der Bevölkerung Kinshasas sorgte schnell die Tatsache für Irritationen, dass die meisten AFDL-Rebellen kein Lingala, die Verkehrssprache im Westen des Kongo, manche auch nicht einmal Französisch, die Amtssprache, sprachen. Die Soldaten wurden daraufhin als Ausländer wahrgenommen.
Eine fehlgeleitete Wirtschaftspolitik sorgte für einen weiteren Verlust des Vertrauens in die neue Regierung: Zwar zahlte die neue Regierung erstmals seit mehreren Jahren wieder Gehälter im öffentlichen Dienst aus, die Korruption blieb aber erhalten. Weder ausländische Investoren, die den lukrativen Bergbau wieder in Gang bringen sollten, noch internationale Finanzhilfen konnten von der Regierung an Land gebracht werden, wegen der anhaltenden Korruption und Rechtsunsicherheit sowie Berichten über mögliche Massaker an Hutu-Flüchtlingen während des Krieges. Gleichzeitig belasteten Kriegsschulden, vor allem an die Zimbabwe Defence Industries (ZDI), das Budget.
Bereits in den Monaten nach dem Regierungswechsel brachen im Osten des Landes bereits neue, zunächst kleinere Rebellionen aus, die ab 1998 in den zweiten Kongokrieg mündeten.

## Belege
1. ↑  Johnson, S. 76
2. ↑  Washington Post: Passive Protest Stops Zaire's Capital Cold
3. ↑  Johnson, S. 78
4. ↑  Scholl-Latour, S. 109
5. ↑  Johnson, S. 76
6. 1 2  Plaut, Martin; Understanding Eritrea; Oxford 2016, S. 54-6. (Widerlegt die Darstellung in Reyntjens, Filip; Great African War; New York 2009, es habe sich um eritreische und äthiopische Söldner gehandelt.)
7. ↑  Johnson, S. 76
8. ↑  Washington Post: Congo Begins Process of Rebuilding Nation
9. ↑  Scholl-Latour, S. 105
10. ↑  Johnson, S. 78
11. 1 2 3 4 5 6 7 8 9 10  William G. Thom: The Journal of Conflict Studies: Congo-Zaire's 1996-97 Civil War in the Context of Evolving Patterns of Military Conflict in Africa in the Era of Independence (Memento des Originals vom 21. August 2006 im Internet Archive)  Info: Der Archivlink wurde automatisch eingesetzt und noch nicht geprüft. Bitte prüfe Original- und Archivlink gemäß Anleitung und entferne dann diesen Hinweis.
12. ↑  Scholl-Latour, S. 105
13. ↑  Johnson, S. 86
14. ↑  Johnson, S. 70f
15. ↑  Johnson, S. 72
16. ↑  Johnson, S. 71f
17. ↑  Johnson, S. 72
18. ↑  Johnson, S. 73
19. ↑  Johnson, S. 75f, 78
20. ↑  Scholl-Latour, S. 104
21. ↑  Johnson, S. 79f
22. ↑  Johnson, S. 80
23. ↑  Scholl-Latour, S. 105
24. ↑  Johnson, S. 80
25. ↑  Johnson, S. 81
26. ↑  Johnson, S. 82
27. ↑  Diese Zahl findet sich z. B. in Bernhard Chiari, Dieter H. Kollmer (Hrsg.): Demokratische Republik Kongo. Wegweiser zur Geschichte. Schöningh, 3. überarb. Aufl. Mai 2008, ISBN 978-3-506-75745-6, S. 62 oder Peter Scholl-Latour: Der Fluch des neuen Jahrtausends: Eine Bilanz C. Bertelsmann. München, 12. Auflage 2002, ISBN 978-3-570-00537-8, S. 51
28. ↑  Johnson, S. 79
29. ↑  Johnson, S. 79
30. ↑  Johnson, S. 81
31. ↑  Johnson, S. 77, 81
32. ↑  Johnson, S. 84
33. ↑  Johnson, S. 81
34. ↑  Johnson, S. 83, 125